# One Island East
22°17′9″B 114°12′48″Đ / 22,28583°B 114,21333°Đ
One Island East (chữ Hán: 港島東中心, Hán-Việt: Cảng Đảo Đông Trung tâm) là một nhà chọc trời đang xây dựng tại Thái Cổ Phường thuộc Cảng Đảo Đông, Hồng Kông. Khi hoàn thành, tòa nhà văn phòng - khu thương mại này sẽ có chiều cao 377 mét với 59 tầng cho công sở và hai tầng ngầm trên tổng số 70 tầng. Khi hoàn thành vào tháng 3 năm 2008, đây sẽ là tòa nhà chọc trời thứ 7 của Hồng Kông có độ cao trên 487 mét (1599 foot).

## Hình ảnh

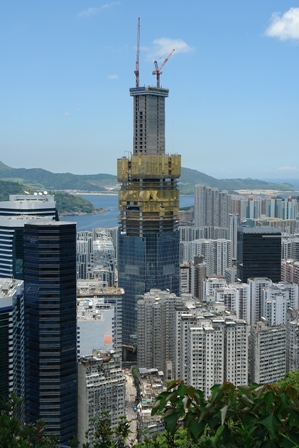
Công trình vào tháng 8 năm 2007
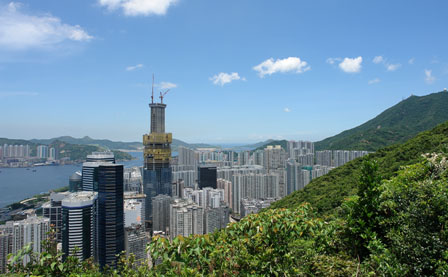
Toàn cảnh